# 370.
370. je osmo desetletje v 4. stoletju med letoma 370 in 379. 